# Kavčí hory
Kavčí hory je místní název pro jeden ze západních výběžků pražské Pankrácké pláně respektive Pankrácké říční terasy.

## Poloha a popis

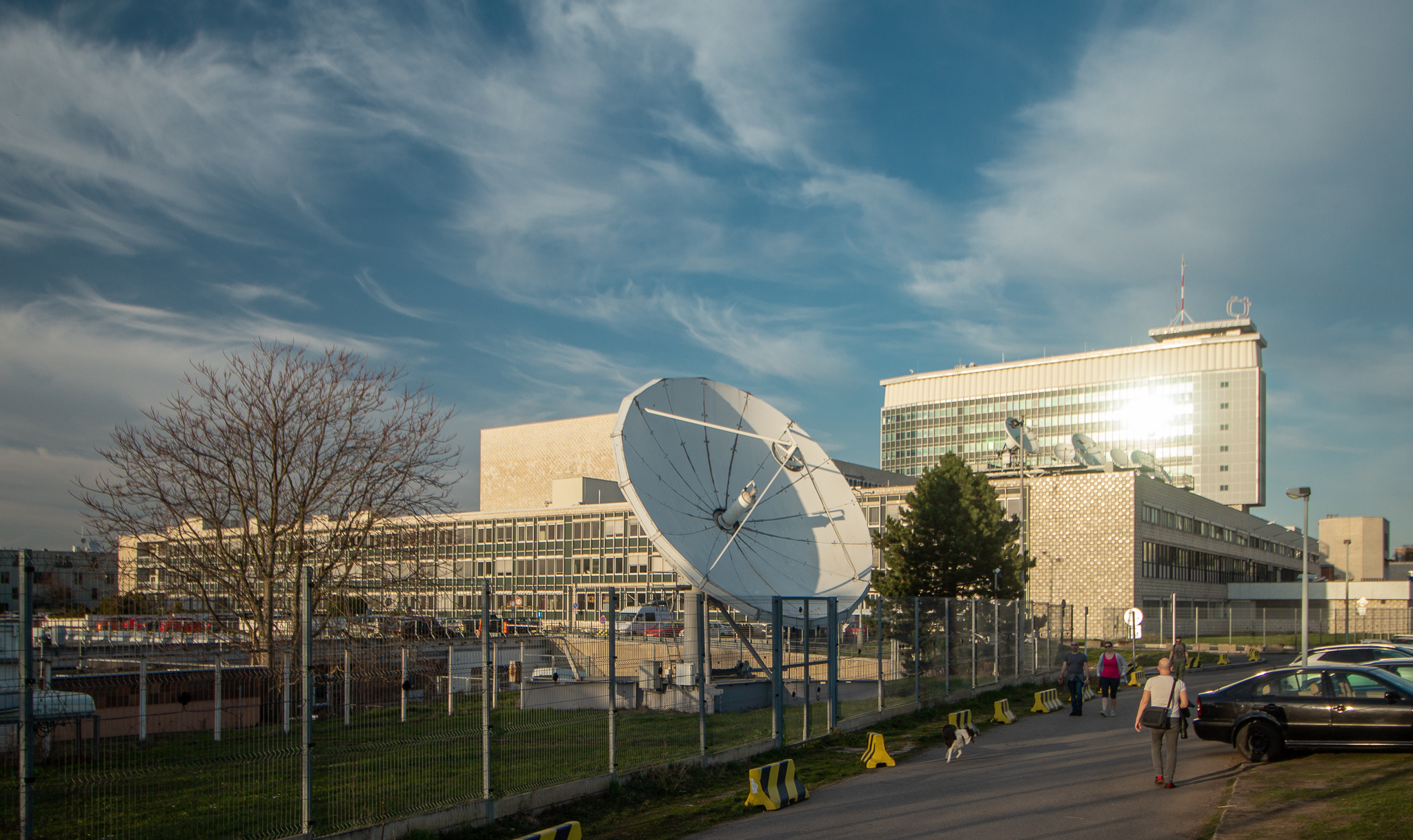
Komplex České televize na Kavčích horách

Jedná se o prostor, který se nachází na pravém břehu řeky Vltavy prakticky na rozhraní čtvrtí Podolí a Nusle. Místo je všeobecně známé coby sídlo někdejší Československé televize, dnes České televize, jež se zde nachází od 60. let 20. století. Větší část zdejšího velkého televizního komplexu se nalézá v horní části podolského katastru, jen výrazně menší východní část komplexu se nalézá v místě zvaném „Na Děkance“ (bývala zde děkanská vinice od první zmínky o Nuslích v roce 1088), což je část pražského Pankráce, jenž spadá pod Nusle (hranice obou městských čtvrtí zde prochází prakticky nádvořím velmi těsně za polokruhovitou televizní budovou přezdívanou lidově „Rohlík“). Dělené jsou i hraniční ulice Na Klaudiánce, Milevská, K Sídlišti, V Rovinách, Nad Pekařkou i Na Hřebenech. Budova "Rezidence Kavčí Hory" se nachází ještě na katastru Nuslí v ulici K Sídlišti.
Kromě vlastního televizního komplexu se na Kavčích horách nachází také několik místních sportovišť, zbytek plochy má parkovou úpravu (přírodní park).
Z vrcholku skály se naskýtá výhled na celou vnitřní Prahu, zejména Vltavu a Pražský hrad. Kavčí hory jsou od Vyšehradu přirozeně odděleny menším Podolským údolím, ve kterém se mimo jiné, kromě Podolského hřbitova, nalézají také velké vysokoškolské koleje (Koleje Podolí), hřiště AFK Slavoj Podolí (dříve Nuselský SK) a stadionek SK Nuslí (Na Děkance). Toto údolíčko začíná na Pankráci přibližně v místě dnešní stanice pražského metra Pražského povstání na lince C a táhne se dolů k Vltavě mezi nuselskou „Slepičárnou“ (s tenisovými kurty) a podolskou vodárnou přibližně v ose Sinkulovy ulice a Na Dolinách, začínající nuselskou ulicí Lomnického.

## Pražská geomorfologie
Pražská Pankrácká pláň je relativně rozlehlé území v jižní části hlavního města Prahy, které je od západu přirozeně vymezeno údolím řeky Vltavy, od jihu Krčským údolím, ze severu a částečně i od východu údolím Botiče (Nuselské údolí). Všeobecně se dá řicí, že se zde stýkají pražské čtvrtě Nusle, Michle, Braník, Krč, Vyšehrad a Podolí. Pankrácká terasa pak směrem západním vytváří tři výrazné výběžky. Severozápadní výběžek je nejenže nejnižší a geologicky zcela odlišný, ale je i všeobecně nejznámější, neboť nese staroslavný Vyšehrad ve stejnojmenné pražské čtvrti, nad Vltavou a Nuselským údolím. Jihozápadní výběžek sahá až k Braníku někam k bývalé usedlosti Zemanka, Na Křížku, Dobeška a k Branickým skalám. Prostředí výběžek Pankrácké terasy se nazývá Kavčí hory. Od západu je omezen vápencovou prvohorní skálou, v části této skály se nachází bývalý Branický lom, dnes se v tomto místě nalézá velký Plavecký stadion v Podolí, jenž slouží zejména pro rekreaci a sport občanů Prahy 4.

## Historie

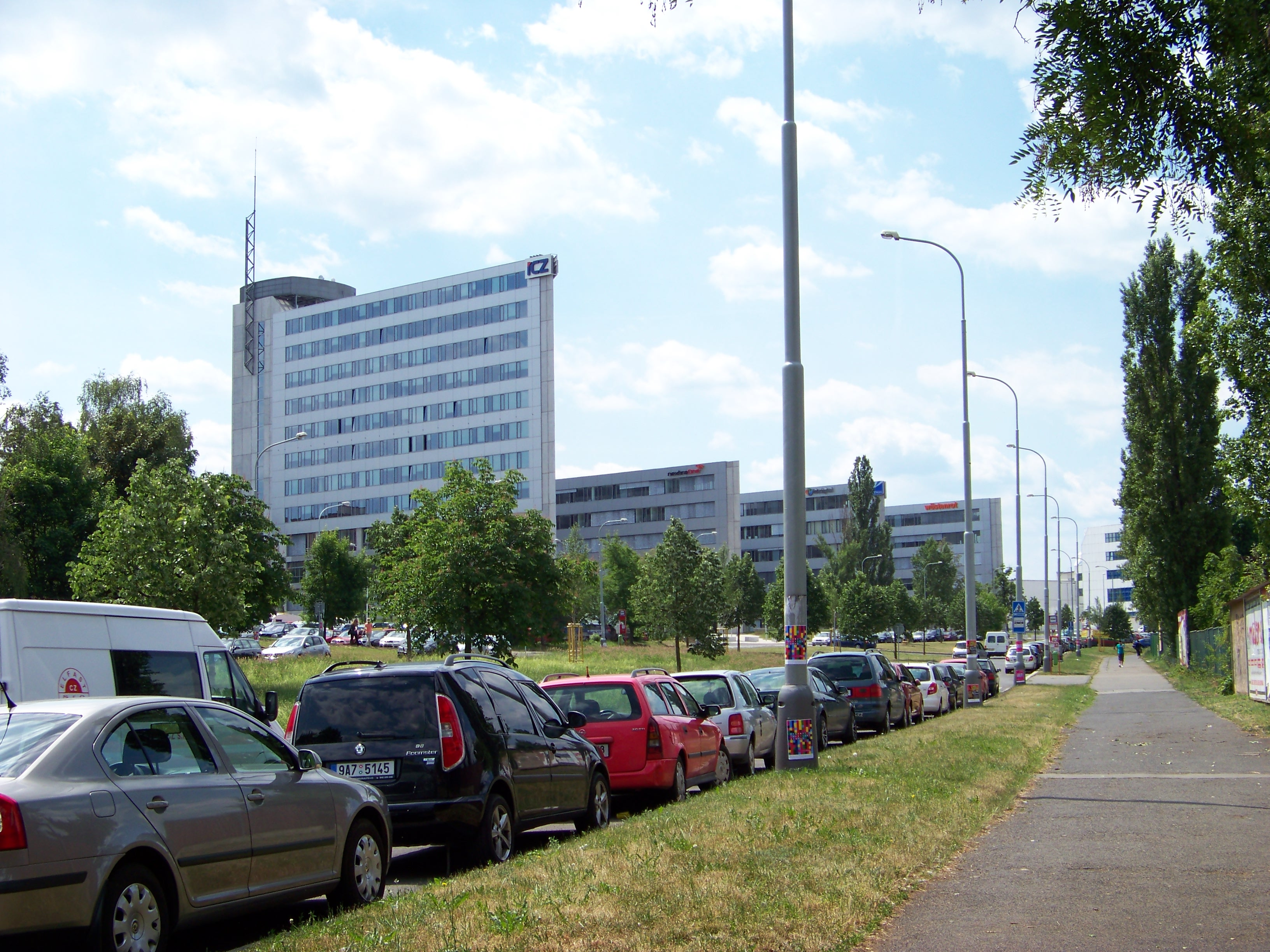
Ulice Na hřebenech II. a kancelářský komplex Kavčí Hory Office Park

Pověst praví, že v místě „Kavčí hory“ (tehdy „Kančí hory“) Bivoj chytil kance. Místu se „Kavčí hory“ říká minimálně od 19. století.
Ještě na konci 50. let 20. století bylo toto místo řídce zastavěno jen nízkou zástavbou, nacházely se zde většinou (kromě sportovišť a cvičišť pro psy) pouze zahrádky a různé drobné účelové stavby. Nejvýraznějším objektem zde bývala rasovna, tedy bydliště pražského pohodného (čili antouška neboli rasa), které se nacházelo přibližně v místě dnešního energocentra Československé televize v jihovýchodní části Kavčích hor, na katastru Nuslí.
V roce 2008 byl poblíž křižovatky ulic Pujmanové a Na hřebenech II. dokončen nový kancelářský objekt nazvaný Kavčí Hory Office Park. Nalézá se na východní straně Kavčích hor v místě zvaném Na Děkance na Pankráci v Praze 4 – Nuslích.